# Aconogonon nakaii
Aconogonon nakaii är en slideväxtart som först beskrevs av Kanesuke Hara, och fick sitt nu gällande namn av Kanesuke Hara. Aconogonon nakaii ingår i släktet sliden, och familjen slideväxter. Inga underarter finns listade i Catalogue of Life.